# Alpina tundrana
Alpina tundrana är en fjärilsart som beskrevs av Eugen Wehrli 1919. Alpina tundrana ingår i släktet Alpina och familjen mätare. Inga underarter finns listade i Catalogue of Life.